# Псих (сериал)
«Псих» — российский драматический сериал Фёдора Бондарчука. Производством проекта занимается компания «НМГ Студия» и «Студия Видеопрокат». Сериал стал одним из оригинальных проектов линейки more originals.
Премьера сериала состоялась 5 ноября 2020 года на видеосервисе more.tv.

## Сюжет
К востребованному 40-летнему московскому психотерапевту Олегу непросто записаться на приём. Своим клиентам он кажется успешным и независимым семьянином, в то время как внутри него бушуют страсти, а ему самому требуется квалифицированная помощь специалиста. Жена Олега пропала без вести чуть более года назад.
Кира, мать Олега, является сексологом и преподаёт в университете. Когда она видит, что сын сильно тоскует по пропавшей жене, она дарит ему куклу в виде женщины, в которой впоследствии Олег начинает видеть жену.

## В ролях
| Актёр                    | Роль                     |
| ------------------------ | ------------------------ |
| Константин Богомолов     | Олег                     |
| Елена Лядова             | Вера                     |
| Роза Хайруллина          | Кира мать Олега          |
| Владимир Симонов         | Николай Степанович       |
| Евгения Громова          | Марина жена Олега        |
| Игорь Верник             | Артём пациент Олега, гей |
| Марина Александрова      | Саша жена Артёма         |
| Аня Чиповская            | Лена пациентка Олега     |
| Александр Горчилин       | Костя парень Веры        |
| Нина Гусева              | Юля подруга Кости        |
| Мария Карпова            | Наташа секретарь Олега   |
| Кристина Исайкина-Бергер | Рита аспирантка Киры     |
| Юлия Ауг                 | Наденька сиделка         |
| Евгения Крегжде          | Людмила суррогатная мать |
| Олег Меньшиков           | Игорь                    |
| Игорь Вдовин             | Стас                     |
| Татьяна Владимирова      | Тамара Васильевна        |
| Геннадий Смирнов         | репродуктолог            |
| Ирина Карачёва           | Лера мать Марины         |
| Борис Шувалов            | Анатолий отец Марины     |
| Кристина Бабушкина       | Светлана гинеколог       |

## Производство
Впервые о создании сериала было объявлено 23 сентября 2019 года на презентации запуска онлайн-сервиса more.tv в Москве.
Проект стал первым сериалом в фильмографии кинорежиссёра Фёдора Бондарчука. Сериал снят по сценарию жены Фёдора Бондарчука — актрисы Паулины Андреевой, для которой проект стал дебютом в качестве сценариста. В 2019 году она завершила обучение на сценарном отделении киношколы «Индустрия».
Фёдор Бондарчук изначально не знал, что заявку на сериал, включающую синопсис и две сцены, написала его жена Паулина Андреева. Рукопись попала к режиссёру без указания имени и фамилии автора.
Съёмки сериала стартовали 7 октября 2019 года в московском ЦУМе.
Из-за введения режима самоизоляции в Москве съёмки сериала были приостановлены на 3 месяца и возобновились в середине июня 2020 года. В начале сентября 2020 года съёмки были завершены.
55 съёмочных смен проходили в парке «Зарядье», Музее архитектуры имени А. В. Щусева, Лыткарино и под Звенигородом.
В июне 2020 года сериал был представлен на первом российском онлайн-рынке контента Key Buyers Event: Digital Edition.
20 июля 2020 года состоялась премьера тизера сериала на YouTube-канале more.tv.

## Критика
Разгромную рецензию на фильм дала Татьяна Москвина, назвав его «Детишкино кино» и с иронией отозвавшись о работе сценариста Паулины Андреевой, которой эта роль досталась потому, что она является супругой Фёдора Бондарчука: «Одни жёны бриллианты коллекционируют, а другие вот сценарии пишут». Москвина критикует сценаристку за вялые диалоги, банальности, вкладываемые в уста главных героев, потерю некоторых персонажей, появляющихся неизвестно зачем, и особенно бездарную роль для Олега Меньшикова, который выступил «в крошечной бесцветной роли, как антикварный столик в хайтековском кафе-стекляшке…».
«Жизнь героя — непрерывная цепь страданий, которые он безуспешно пытается заглушить алкоголем и наркотиками. Мамаша Астафьева заводит отношения с пожилым профессором и, пытаясь на свой, сексологический лад, помочь сыну, дарит тому куклу, искусственную женщину в натуральную величину. Астафьев начинает общаться с куклой, спроецировав на неё образ пропавшей жены. И без того нестабильная психика даёт опасный крен в явную патологию… Верить в интеллект героя мы должны только на основании артистического облика Константина Богомолова. Действительно, у Богомолова выразительное лицо. Но он не актёр, и на восемь серий выражений у этого лица не хватает», — описывает критик перипетии сюжета.
«Все эти непоправимо несчастные существа, с криками „сука, бл…, пи…ц!“, живут, разумеется, в огромных дизайнерских квартирах с окнами во всю стену (кроме дурищи — героини Лядовой), причём в этих обиталищах вообще нет никаких книг. Более того — в речах героев нет и никакого „культурного следа“ — цитат, фамилий, упоминаний тех людей прошлого и настоящего, кто жил ещё какой-то жизнью, помимо сексуальной, — отмечает Москвина. — Опять мнимые страдания пластмассовых персонажей внутри «Садового кольца» и категорическое отсутствие связи с реальной жизнью — даже этого самого «Садового кольца». (Где весьма трудно, кстати, отличить условного патриота от условного либерала, поскольку стиль жизни у них совершенно один и тот же: усиленная тяга к государственному пирогу и пристройка детей и прочих родственников на правильные места и должности). И отчего «Садовое кольцо» не может рассказать, наконец, о себе напрямую, для чего лудить километры пустопорожних рассказов невесть о ком и о чём. Каких-то психологов фантомных изобретать. Кроме того, для смягчения последствий творческой дегенерации „Садовому кольцу“ надо срочно выписывать из провинции интеллектуалов, способных написать остроумные диалоги…»
«При нынешнем богатстве выбора я буду смотреть второй сезон разве по приговору суда. Не потому, что это как-то особенно плохо. Это — никак», — резюмирует критик.